# Dusona scutellator
Dusona scutellator là một loài tò vò trong họ Ichneumonidae.